# Samuel Vince
Samuel Vince (1749-1821) est un mathématicien, physicien et astronome britannique de l'université de Cambridge.

## Biographie
Professeur plumien d'astronomie et de philosophie expérimentale de 1796 à sa mort il écrit sur de nombreux sujets. En mathématique sur les logarithmes, les nombres imaginaires, les séries infinis etc. En physique sur l'effet de la friction sur le déplacement des corps dans un fluide, un travail qui influencera un siècle plus tard le développement de l'aviation. En astronomie, un traité en trois volumes.
Il reçoit la médaille Copley en 1780.

## Publications
- The Elements of the Conic Sections, as preparatory to the reading of Sir I. Newton's Principia.
- A new method of investigating the sums of infinite series
- Observations on the Theory of the Motion and Resistance of Fluids
- Experiments upon the Resistance of Bodies moving in Fluids
- A complete System of Astronomy 3 volumes (1797-1808)